# Уте Гасе
Уте Гасе (нім. Ute Hasse, 16 вересня 1963) — німецька плавчиня.
Срібна медалістка Олімпійських Ігор 1984 року в естафеті 4x100 метрів комплексом.